# Johann Peter Arras
Johann Peter Arras (* 5. November 1870 in Ober-Ostern; † 30. Juni 1939 ebenda) war ein hessischer Politiker (HBB) und Abgeordneter des Landtags des Volksstaates Hessen in der Weimarer Republik.

## Leben
Johann Peter Arras war der Sohn des Ackersmanns Philipp Arras und dessen Frau Elisabetha Katharina geborene Falter. Johann Peter Arras heiratete 1911 Elisabethe geborene Raimund.
Johann Peter Arras war Landwirt in Ober-Ostern.

## Politik
Johann Peter Arras war Bürgermeister in Ober-Ostern. Von 1930 bis 1931 gehörte er für den Bauernbund dem hessischen Landtag an.